# Alverno College
L'Alverno College è un'università privata di indirizzo cattolico con sede a Milwaukee, nello stato americano del Wisconsin.
Le origini del college si ricollegano a quelle della Saint Joseph's Normal School, fondata nel 1887 dalle Suore scolastiche di San Francesco per la formazione delle religiose della congregazione che si preparavano all'insegnamento. Nel 1936 la scuola prese il nome di Alverno Teachers College in omaggio alla Verna, il monte su cui san Francesco aveva ricevuto le stimmate; muto nome in Alverno College nel 1946.